# 메틸렌 다이페닐 다이아이소사이아네이트
메틸렌 디페닐 디이소시아네이트(영어: methylene diphenyl diisocyanate, MDI)는 방향족 디이소시아네이트류 화학 물질이다. 메틸렌 디페닐 디이소시아네이트는 크게 MDI 단량체와 Polymeric MDI로 구분되는데, MDI 단량체는 2,2’-MDI, 2,4’-MDI, 4,4’-MDI 세 가지 이성질체로 구성되어 있다.
이중 4,4’-이성질체를 pure MDI 또는 Monomeric MDI라고 하며, Polymeric MDI는 monomeric MDI와 더 높은 분자량의 다핵체 메틸렌 디페닐 디이소시아네이트의 혼합물질이다.

## 이성질체
메틸렌 디페닐 디이소시아네이트의 세 가지 이성질체는 아래와 같다.
| Isomer   | CAS       | EINECS    |
| -------- | --------- | --------- |
| 2,2'-MDI | 2536-05-2 | 219-799-4 |
| 2,4'-MDI | 5873-54-1 | 227-534-9 |
| 4,4'-MDI | 101-68-8  | 202-966-0 |

## GHS분류
| 구분         | GHS분류 |
| ------------ | --- |
| 그림문자     | |
| 신호어       | 위험 |
| 유해위험문구 | 피부에 자극을 일으킴/알레르기성 피부 반응을 일으킬 수 있음 눈에 심한 자극을 일으킴 흡입하면 유해함 흡입시 알레르기성 반응, 천식 또는 호흡 곤란을 일으킬 수 있음 장기간 또는 반복노출 되면 장기에 손상을 일으킴 |
| 예방조치문구 | 분진·흄·가스·미스트·증기·스프레이를 흡입하지 마시오. 분진·흄·가스·미스트·증기·스프레이의 흡입을 피하시오. 취급 후에는 손을 철저히 씻으시오. 이 제품을 사용할 때에는 먹거나, 마시거나 흡연하지 마시오. 옥외 또는 환기가 잘 되는 곳에서만 취급하시오. 작업장 밖으로 오염된 의복을 반출하지 마시오. 보호장갑·보호의·보안경·안면보호구를 착용하시오. 호흡기 보호구를 착용하시오. 환기가 잘 되지 않는 곳에서는 호흡기 보호구를 착용하시오. |

## 생산
전 세계적으로 MDI 생산량은 년간 10백만톤이 넘으며, 한국내에서 생산량은 년간 80만톤이 넘는다.
전 세계적으로 MDI를 생산하는 주요 회사로는 BASF, Bayer, DOW, Huntsman, Wanhua등이 있으며 국내에는 한국BASF' 금호미쓰이화학, 구다우케미칼에서 생산을 하고 있다.
주요 MDI 제조회사는 MDI, TDI 제조,사용,취급자의 안전증진을 위해 설립한 III(국제이소시아네이트협회, International Isocyanate Institute)의 회원사이다.
일반적인 제조공정은 아닐린과 포름알데히드가 축합되어 생성된 디페닐메탄디아민(MDA)에 포스겐을 처리하여 조-MDI를 제조하고, 이것을 증류나 결정화 공정을 통해 정제하여 pure MDI (또는 Monomeric MDI)와 Polymeric MDI로 분리된다.

## 이소시아네이트 기의 반응성
MDI의 반응성은 이소시아네이트 기(NCO 基)의 위치에 따라 영향을 받는다. 4,4’-MDI는 두개의 이소시아네이트 기가 평행하게 위치하고 2,4’-MDI와 2,2’-MDI는 이소시아네이트 기의 위치가 다르며 다른 반응성을 나타낸다. 특히 산업체에서 많이 사용하는 4,4’-MDI는 2,4’-MDI 보다 약 4배 정도 빠른 반응성을 나타낸다.

## 응용
Polymeric MDI는 주로 경질 폴리우레탄 제조에 사용된다. 일반적으로 1톤의 폴리우레탄 폼 제조에 0.616톤의 MDI, 0.386톤의 폴리올, 그리고 발포제로서 0.054톤의 펜탄이 필요하다. 이러한 경질 폴리우레탄폼은 단열성이 우수하여 냉동창고, 냉장고, 건물 등의 보온재로 광범위하게 사용되고 있다.
Monomeric MDI(또는 Pure MDI)는 우리가 신고 다니는 운동화의 밑창인 탄성제와 여성들의 의류에 쓰이는 스판덱스에 사용되고 있다. 또한 합성피혁, 방수코팅제,도료, 접착제에도 사용되고 있다.

## 물리적 특징
혼합물 여부에 따라 일정온도에서 고체화 될 수 있으며, 인화점은 200 °C 이상으로서 200 °C 이상의 온도에서 점화원에 노출 될 경우 불이 붙을 수 있으며, 적절한 주의를 기울이지 않으면 화재가 발생할 수 있다.
물을 포함한 특정물질(암모니아, 폴리올, 알코올, 아민류, 수산화 소듐, 수산화 칼슘)에 반응을하며, 열과 이산화 탄소가 발생하므로 혼합후 시간이 경과되면 밀폐된 용기 내 과도한 압력이 발생할 수 있다.

## 안전 보건
공기 중 MDI의 증기압은 매우 낮은 0.01 Pa(섭시25도)이서 상온에서는 유해한 가스가 별로 발생하지 않는 물질이다. 그러나 고온에서 가열하거나 Spray로 뿜어내는 때에는 고농도의 가스와 안개가 생기게 된다. 작업환경측면에서 8시간 평균 노출기준(TWA)은 0.005 ppm이다.
MDI는 흡입시 입, 기관지 및 폐에 자극을 주어 가슴 압박, 기침, 호흡곤란 , 눈물, 피부 가려움 등을 일으킬 수 있다. 이러한 증상은 즉시 또는 24시간 이내에 나타날 수 있다.
농도가 낮은 증기라도 장기간 노출될 경우 천식증상이 나타나면서 기관지염을 일으킬 수 있다. 따라서, 취급시에는 환기가 잘되는 작업장에서 네오프렌 장갑, 안전안경, 긴소매 작업복을 착용하고 MDI 증기를 흡입하지 않도록 국소배기장치(Hood)가 있는 곳에서 취급하거나 국소배기장치가 없는 곳에서는 유기용 필터가 장착된 마스크를 반드시 착용하여야 한다.
화재시에는 발생하는 가스나 증기에 중독되지 않도록 반드시 에어팩을 착용하거나 송기마스크를 착용함은 물론 장화, 헬멧, 고무옷등을 착용한 후 포소화약제, 분말소화약제, CO2 소화약제를 이용하거나 다량의 물을 사용하여 화재를 진압하여야 한다.
누출시에는 호흡기 보호장비를 반드시 착용한 후, 새어 나온 부근의 환기부터 잘되도록 조치한 후 중화제를 사용하여 오염물질을 제거하고 폐기물은 수분과 반응해서 이산화 탄소가 발생하며 용기를 팽창시켜 파열시킬 수 있으므로 용기를 밀폐하지 않도록 하여야 한다.
다량으로 누출시는 위에 더하여 외부사람의 출입금지, 화기사용 절대금지 및 배수구 등에 흘러들지 않게 조치 한다.
MDI에 피폭되어 옷이 오염된 경우 옷은 벗어서 두겹으로된 비닐백에 넣어 폐기물처리하고 노출된 피부와 머리카락은 적어도 15분간 물로 씻어 내고, 눈에 들어 갔을때도 반드시 흐르는 물이나 식염수에 15분간 충분히 씻어낸 후 의료진의 처방을 받아야 한다. 증기를 흡입했을 때는 곧 신선한 공기를 마실수 있는 곳으로 옮겨 안정을 취하게 하고 보온등에 주의를 기울이며 의사의 진찰을 받도록 하고, 특히 호흡기 계통에 강한 자극감을 느끼거나 기관지의 발작이 있으면 의사의 진찰을 받아야 한다.
수거된 폐기물은 대기방지시설이 있는 소각로에서 고온 소각(섭시 1,100도) 시설에서 처리하여야 한다.